# Халберт (Оклахома)
Халберт (енгл. Hulbert) град је у америчкој савезној држави Оклахома.

## Демографија
По попису из 2010. године број становника је 590, што је 47 (8,7%) становника више него 2000. године.
| Група             | 2000.       | 2010.       |
| Белци             | 244 (44,9%) | 231 (39,2%) |
| Афроамериканци    | 0 (0,0%)    | 2 (0,3%)    |
| Азијати           | 0 (0,0%)    | 0 (0,0%)    |
| Хиспаноамериканци | 1 (0,2%)    | 25 (4,2%)   |
| Укупно            | 543         | 590         |